# Chromis durvillei
Chromis durvillei är en fiskart som beskrevs av Quéro, Spitz och Vayne 2010. Chromis durvillei ingår i släktet Chromis och familjen Pomacentridae. Inga underarter finns listade i Catalogue of Life.